# ARA Cervantes (D-1)
«Серва́нтес» (исп. ARA Cervantes (D-1)) — эскадренный миноносец типа «Чуррука», находившийся в составе ВМС Аргентины. Заказаны для ВМС Испании. Головной корабль серии, носил название «Чуррука». После продажи Аргентине получил название в честь Мигеля Сервантеса — всемирно известного испанского писателя.

## История строительства
Спустя некоторое время после окончания дредноутной гонки Аргентина занялась усилением флота. Из-за Первой мировой войны, в которой страна сохраняла нейтралитет, часть заказанных в начале 1910-х в Европе кораблей «не дошли» до владельца. В особенности это касалось эсминцев. Аргентина к тому времени вошла в десятку наиболее развитых стран мира, золотой запас страны с 1914 по 1920 увеличился в два раза.
В 1926 году была принята амбициозная десятилетняя программа обновления флота стоимостью 75 миллионов золотых песо. Этот же период совпал с укреплением дипломатических и культурных связей с Испанией. Так, конечным пунктом иберийского гидроплана «Плюс Ультра», совершившего трансатлантический полёт, стал Буэнос-Айрес, а 7 февраля 1926 года к берегам Ла-Платы с дружеским визитом прибыли испанские корабли — крейсер «Мендес Нуньес» и эсминец «Альседо». Последний вызвал сильный интерес у военно-морских кругов страны. В это время в испанской Картахене как нельзя кстати были заложены эскадренные миноносцы типа «Чуррука». Первые два корабля — «Сервантес» и «Хуан де Гарай», были куплены Аргентиной. D-1 обошёлся казне в 1 750 000 золотых песо. Покупка состоялась 25 мая 1927 года — в годовщину начала Майской революции.

## Служба
10 января 1928 года «Сервантес» вместе с систершипом прибыл в столицу Аргентинской Республики.
В 1929 он был переведён в эскадру эсминцев 1-го военно-морского района с базированием на Пуэрто-Бельграно. Бортовая литера сменена на E-1 (Explorador). Оперировал у берегов Аргентины между портами Баия-Бланка и Мар-дель-Плата, а также в заливе Гольфо-Нуэво. В январе-феврале 1937-го в составе аргентинской эскадры совершает плавание по южной части Атлантического и Тихого океанов, посетив порты Ушуая, Вальпараисо, Кальяо и Пунта-Аренас.
В 1941-м переклассифицирован в миноносец, бортовая литера сменена на T-1 (Torpedero).
В 1952-м бортовая литера сменена на D-1 (Destructor).
16 сентября 1955 года в стране началась антиперонистская «Освободительная революция». «Сервантес», вставший на сторону мятежного генерала Лонарди, вместе с эсминцем «Ла Риоха» блокировал побережье в эстуарии Ла-Плата. Утром того же дня корабли были атакованы проправительственными «Калькинами» и «Метеорами». Атака последних вызвала ожесточённый ответный огонь. По неподтверждённым данным моряки сбили один самолёт. В результате боя на «Сервантесе» погибло 5 моряков, 20 получили ранения. Потрёпанные корабли ушли в уругвайский Монтевидео.

## Последние годы
С конца 50-х использовался в качестве учебного судна. В феврале 1960 года «Сервантес» с кадетами военно-морской школы на борту, в сопровождении плавучей базы «Инхеньеро Ирибас» и корветов «Муратур» и «Кинг», совершал плавание в заливе Гольфо-Нуэво у берегов Патагонии. Неожиданно, «Муратуром» был зафиксирован неопознанный объект, находившийся на глубине. После произведённой бомбардировки, корабли перекрыли выход из залива и вызвали авиацию с баз «Команданте Эспора» (Баия-Бланка) и «Мар-дель-Плата». На место президентом Фрондиси были направлены авианосец «Индепенденсия» и другие корабли и самолёты. Берега залива оцепила морская пехота. У выхода из залива были установлены морские мины. Американцы поставили Аргентине современное поисковое оборудование.
После безуспешных поисков, 25 февраля, было объявлено о прекращении операции. Высказывалось мнение, что неопознанными объектами могли быть иностранные подводные лодки.
24 июня 1961 исключен из состава флота, и в декабре того же года продан фирме Wolffzhan & Spatz на слом.